# Kloster Igny
Das Kloster Igny (lat. Ignacium / Abbatia B. M. de Ignacio) ist eine Trappistinnen-Abtei und ehemalige Zisterzienserabtei in der Gemeinde Arcis-le-Ponsart im Département Marne, Region Grand Est, in Frankreich, an der Grenze zum Département Aisne. Es liegt rund 14 km südlich von Fismes.

## Geschichte
Das Kloster wurde im Jahr 1126 auf einem von Renaud de Martigny des Prés, dem Erzbischof von Reims, gestifteten Gelände als fünftes Tochterkloster der Primarabtei Clairvaux gegründet. Von ihm gingen die unmittelbaren Tochtergründungen Kloster Signy und Kloster Valroy aus. Das Kloster, das zeitweise mehr als 300 Mönche zählte und mit mehr als 5000 ha Land begütert war sowie eine Reihe von Grangien besaß, blühte über lange Zeit. Der zweite Abt, Guerric, verfasste Predigten, die die Zisterzienserdoktrin wiedergeben. 1177 wurde Abt Gerhard von Clairvaux während einer Visitation im Kloster Igny von einem Mönch ermordet. Im Jahr 1545 fiel das Kloster in Kommende und erlebte seinen Niedergang, bis es in der Französischen Revolution der Auflösung verfiel. 1733 wurde die Abteikirche aus dem 14. Jahrhundert niedergerissen und durch eine neue Kirche ersetzt, deren Bau bis zum Jahr 1789 andauerte. Nach Einzug der Trappisten im Jahr 1875 wurde die Abtei neu 1878 errichtet und bestand bis 1903. Im Ersten Weltkrieg wurde sie in ein Militärhospital verwandelt und während des Kriegs in Schutt und Asche gelegt. 1929 wurde das Kloster von Trappistinnen, die aus dem Kloster La Coudre-Laval (Département Mayenne) kamen, wiederbesetzt, unter denen der Wiederaufbau erfolgte. Nach entsprechender Vergrößerung nahm das Kloster 2012 die verbliebenen Nonnen der aufgelösten Klöster Belval, La Grâce-Dieu und Ubexy auf und nennt sich seitdem Abbaye du Val d’Igny.

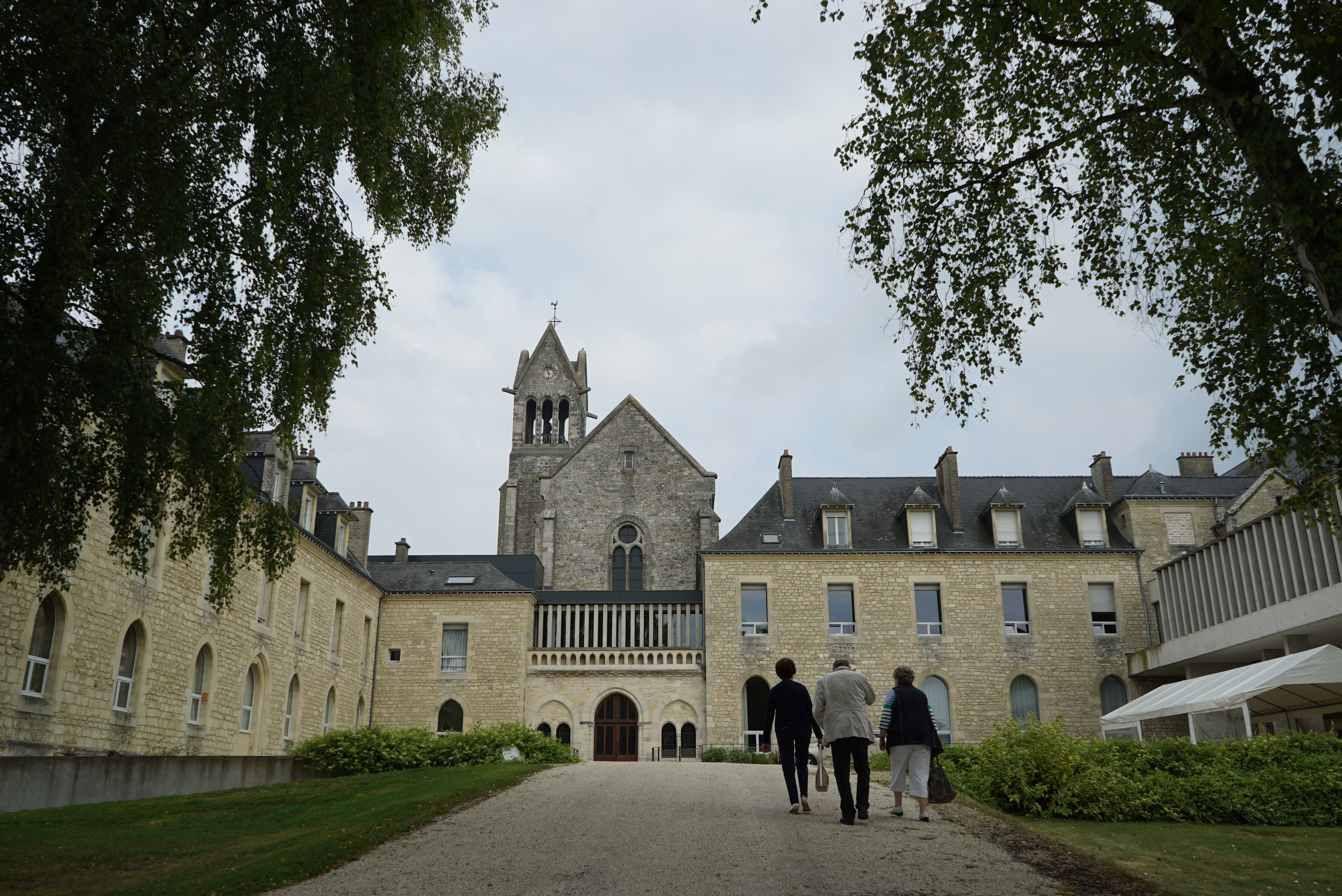
Die neue Abtei

## Bauten und Anlage

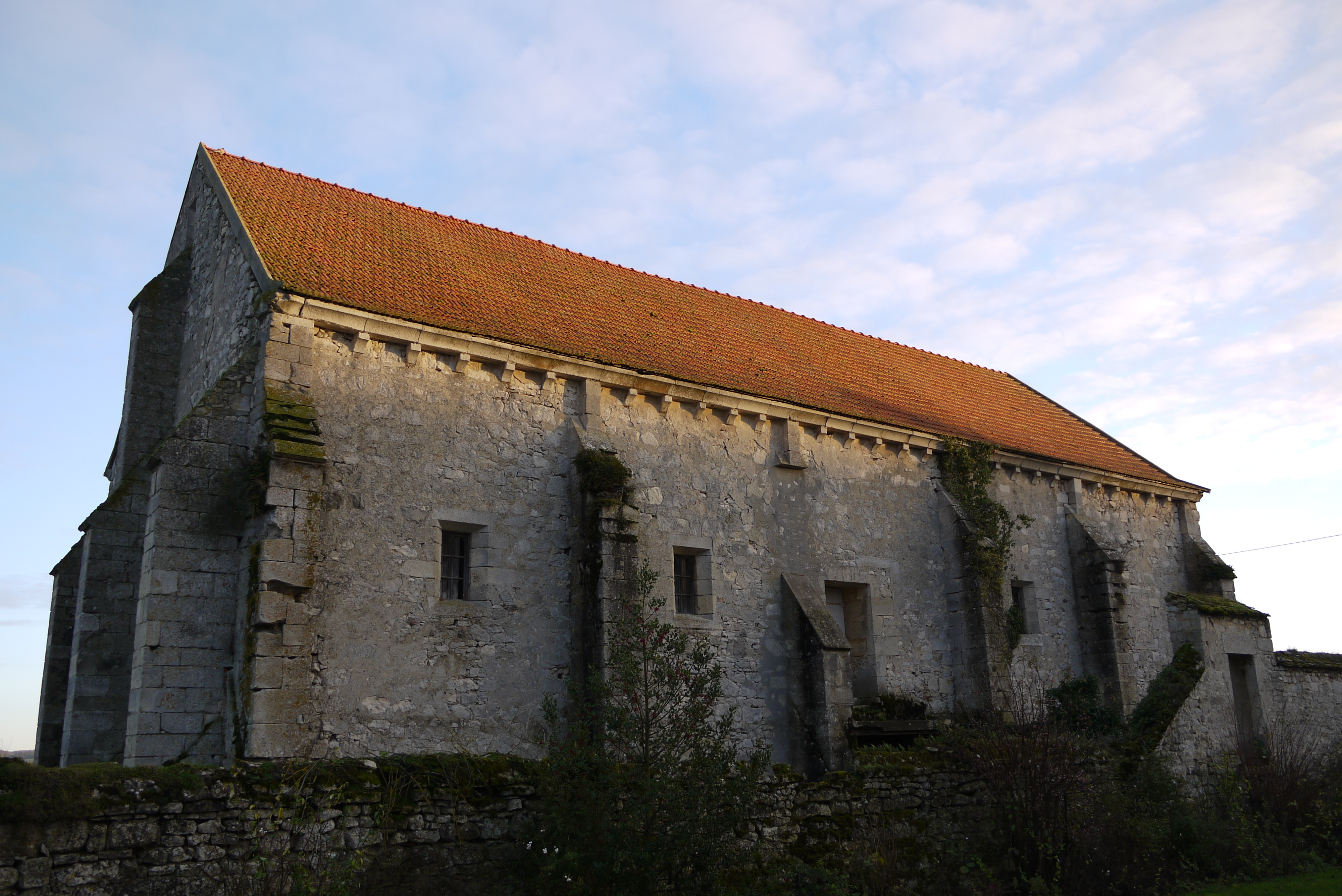
Die Grangie von Montaon

Der Grundriss der alten Abtei ist bei Ausgrabungen 1962 erschlossen worden. Der heutige Bau der neuen Abtei ist ein imposanter neugotischer Wiederaufbau. Erhalten ist die Grangie von Montaon in Dravegny.